# Sirène (appareil sonore)
Pour les articles homonymes, voir Sirène (homonymie).

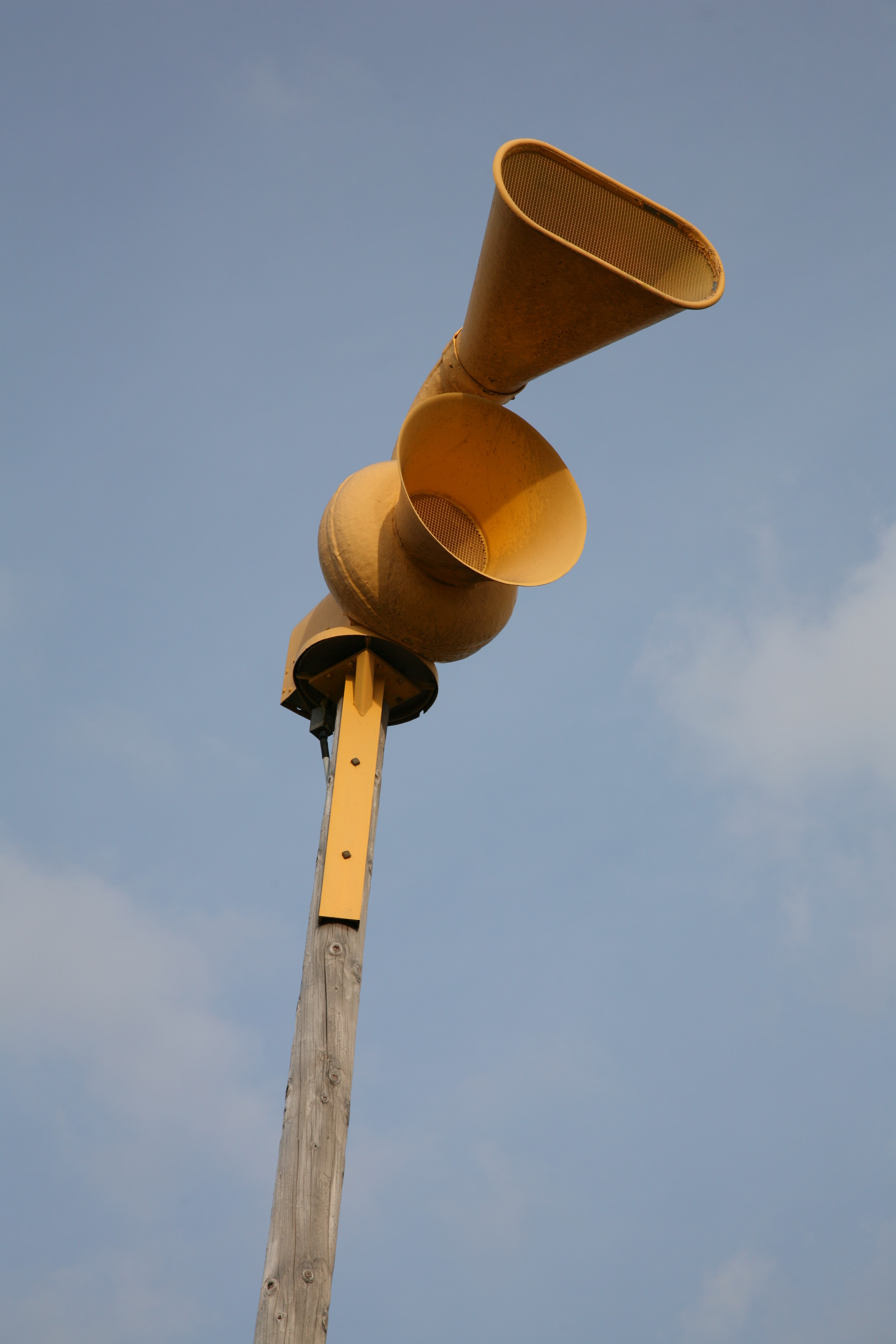
Sirène pour tornades ACA Allertor dans l'Illinois.

Une sirène est un dispositif destiné à l'alarme sonore ou à un avertissement, caractérisé en règle générale par un son montant et descendant (« deux-tons »).

## Histoire
Le nom de « sirène » a été donné à ce système par Charles Cagniard de Latour (1777-1859) en 1819, en référence aux sirènes de la mythologie grecque. Il a inventé un dispositif, maintenant nommé Sirène de Cagniard-Latour, qui permettait de mesurer exactement la fréquence du son émis à partir de la vitesse du rotor. Son exemple sera imité par le physicien allemand Thomas Johann Seebeck (1770-1831) et son fils August Seebeck (1805-1849) dans des études acoustiques sur la hauteur d'un son.
Au lieu de disques, la plupart des sirènes mécaniques modernes utilisent deux cylindres concentriques, dont les fentes sont parallèles à leur longueur. Le cylindre intérieur tourne tandis que le cylindre extérieur reste immobile. Lorsque l'air sous pression s'écoule par les fentes du cylindre intérieur et s'échappe ensuite par les fentes du cylindre extérieur, le flux est périodiquement interrompu, ce qui crée un son. Les premières sirènes de ce type ont été développées entre 1877 et 1880 par James Douglass et George Slight (1859-1934) du service des phares britannique Trinity House ; la version finale a été installée pour la première fois en 1887 au phare Ailsa Craig dans le Firth of Clyde d'Écosse. Lorsque l'énergie électrique commerciale est devenue disponible, les sirènes n'étaient plus actionnées par des sources externes d'air comprimé, mais par des moteurs électriques, qui généraient le flux d'air nécessaire via un simple ventilateur centrifuge, qui était incorporé dans le cylindre intérieur de la sirène.
Pour diriger le son d'une sirène et maximiser sa puissance, une sirène est souvent équipée d'un haut-parleur à pavillon, qui transforme les ondes sonores à haute pression dans la sirène en ondes sonores à basse pression dans l'air libre.

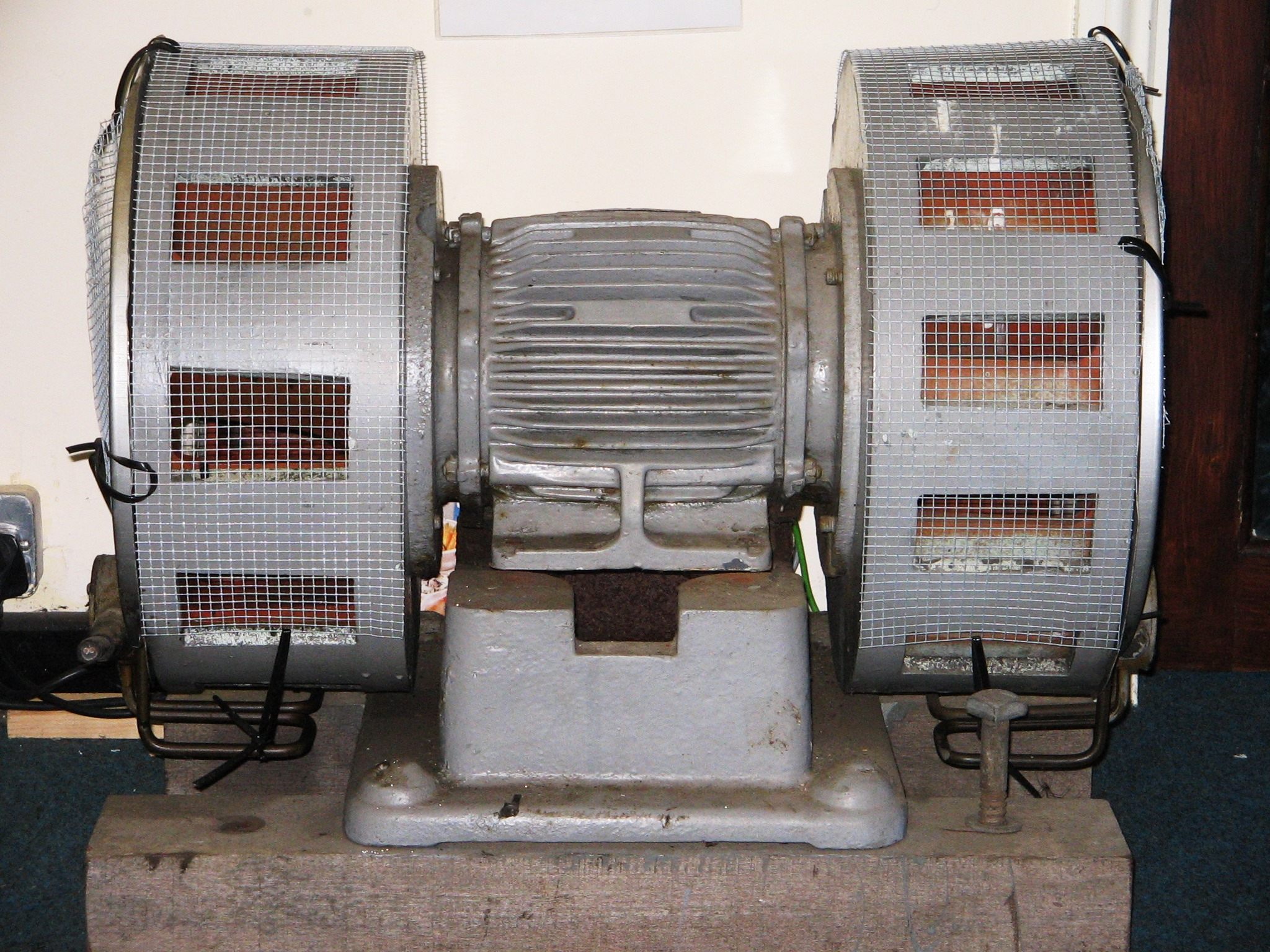
La sirène cylindrique électrique utilisée pour alerter la ville de Lowestoft pendant la Seconde Guerre mondiale

La première façon de convoquer les pompiers volontaires à un incendie était de faire sonner une cloche, montée sur la caserne de pompiers ou dans le clocher d'une église locale. Avec l'arrivée de l'électricité, les premières sirènes de pompiers ont été fabriquées. En 1886, l'ingénieur électricien français Gustave Trouvé a mis au point une sirène pour annoncer l'arrivée silencieuse de ses bateaux électriques. Les deux premières sirènes d'incendie sont la sirène Decot et la sirène Sterling. Toutes deux ont commencé à fabriquer des sirènes d'incendie entre 1900 et 1905. De nombreuses communautés ont depuis désactivé leurs sirènes d'incendie lorsque les services d'incendie ont commencé à utiliser des téléavertisseurs.
Pendant la Seconde Guerre mondiale, la défense civile britannique a utilisé un réseau de sirènes pour alerter la population de l'imminence d'un raid aérien. Une seule tonalité indiquait que la voie était libre. Une série de sons indique un raid aérien.

## Fonctionnement
Une sirène aspire l'air à débit plus ou moins élevé, et module les vibrations pour donner la hauteur du son de l'instrument. Un son étant un déplacement de vibration d'air, une sirène perfectionnée permet de créer toutes les notes de musiques en faisant varier les gammes, les tons. Plus la fréquence augmente, plus le bruit devient aigu, la puissance dépendant de la quantité d'air déplacée.
Il existe différents types de sirènes :
- Sirène électronique : la modulation du son est assurée par un filtre électronique ; ce type est souvent utilisé pour les alarmes dans un domicile ou une entreprise ;
- Sirène électromécanique[7] : Un moteur électrique entraîne une turbine, avec lancement et arrêt du moteur par un relais électromécanique, commandé manuellement ou automatiquement[8].

## Utilisation

### France

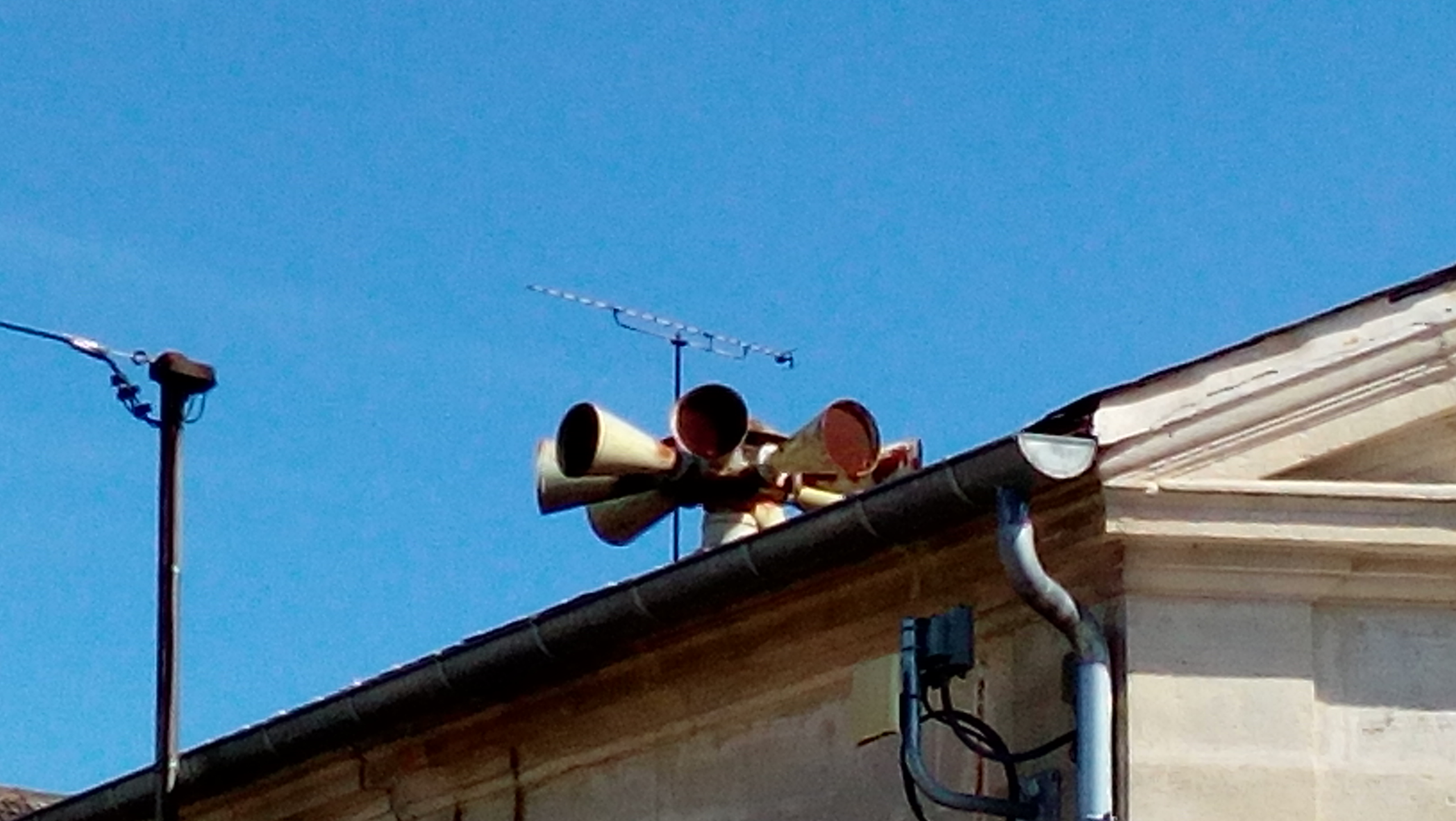
Sirène d'alerte aux populations dans l'Oise.

Dans le secteur public : avant la généralisation des pageurs, les sirènes d'alarme étaient utilisées pour avertir les sapeurs-pompiers volontaires. Les sirènes sont également utilisées pour l'alerte aux populations civiles en cas de catastrophe, dans le cadre de l'ancien Réseau national d'alerte  (RNA), maintenant appelé Système d'alerte et d'information des populations (SAIP). Dans l'environnement privé et professionnel, on parle plus volontiers d'alarme que de sirène.
Dans le domaine routier, le mot sirène désigne un avertisseur sonore spécial à deux tons (pour les véhicules prioritaires) ou à trois tons.

### Instrument de musique
Les sirènes sont aussi utilisées en musique moderne, par exemple dans "Hyperprism" et "Ionisation" par Edgard Varèse, et "Symphonie no 2" par Dmitri Chostakovitch.